# Пакен, Карен
Карен Пакен (фр. Karen Paquin; род. 3 августа 1987, Квебек) — канадская регбистка, игрок женской сборной Канады по регби-7, бронзовый призёр Олимпиады в Рио-де-Жанейро.

## Биография

### Личная жизнь
Родители — Рене Пакен и Сюзанн Мальте, есть старший брат Стивен. Муж — Жюльен Кане. В детстве мечтала стать лыжницей, поскольку её кумиром был Жан-Люк Брассар. Хобби — чтение, походы, прогулки с собакой по кличке Дарвин, решение головоломок и игра на скрипке. Занималась сплавлением на каноэ по льду. По образованию — квалифицированный инженер-химик, работала в компании Cascades.

### Спортивная карьера
Карен выросла в Квебеке и окончила школу Ле-Сентьер. Занималась волейболом, с 14 лет стала играть в регби. Была капитаном команды Квебека в женском чемпионате Канады. Окончила университет Лаваль в 2011 году по специальности «химическая инженерия». В 2012 году дебютировала матчем за сборную Канады по регби-7 на фестивале NACRA в Оттаве. В 2013 году в составе женской сборной стала серебряным призёром чемпионата мира в Москве, в 2014 году в составе сборной по регби-15 стала серебряным призёром чемпионата мира во Франции.
В мировой серии сезона 2013/2014 Карен занесла 11 попыток, что стало третьим в истории случаем, когда эти попытки занесла представительница североамериканской сборной. В сезоне 2014/2015 Пакен попала в символическую сборную Мировой серии, в 2015 году выиграла турнир по регби-7 Панамериканских игр в Торонто и стала лучшей канадской регбисткой в регби-7 по итогам года. В сезоне 2015/2016 Мировой серии занесла 14 попыток (2-й результат в истории Канады), а всего с 53 попытками заняла 9-е место в рейтинге бомбардиров. В 2016 году попала в сборную Канады на Олимпиаде в Рио-де-Жанейро и набрала 15 очков благодаря трём попыткам, что принесло канадкам бронзовые награды.